# Protospeleophria lucayae
Protospeleophria lucayae is een eenoogkreeftjessoort uit de familie van de Speleophriidae. De wetenschappelijke naam van de soort is voor het eerst geldig gepubliceerd in 1998 door Jaume, Boxshall & Iliffe.